# Васильев, Александр Антонович
Александр Антонович Васильев (1888 — 06.03.1943) — начальник мостопоезда № 29.

## Биография
Родился в 1888 году, в семье железнодорожника. В 1912 году окончил Борисоглебское техническое училище и работал техником на строительстве железной дороги Ростов — Лихая. Потом строил линию Прохладная — Гудермес.
Во время Первой мировой войны участвовал в строительстве линии Лихая — Родаково в Донбассе, Чудово — Волхов и Будогощь — Сонково — Рыбинск. После войны трудился на строительстве железнодорожной линии близ Одессы. С 1921 года работал инженером в Управлении железной дороги в Киеве, заочно окончил строительный институт. В 1928 году с берегов Днепра перебрался на Волгу в Саратов, участвовал в постройке линии Саратов — Лихая — Миллерово, в 1931—1932 годах — линии Тула — Сухиничи.
Когда началась Великая Отечественная война, Васильеву уже было 52 года и он обладал большим опытом в области строительства мостов. На второй день войны он предложил перевести на колёса строителей и технику для восстановления мостов. Появилось название «мостопоезд». Ему было приказано восстановить мост за 12 суток, но Васильев 80 процентов металлических работ произвёл с помощью электросварки, и мост был восстановлен за 6 суток. Для подъёма из реки обрушенных пролётов он стал применить гидродомкраты, хотя раньше об их применении в мостостроении не слышали. Подъём пролётов ускорился в 8 раз. А чтобы быстрее провести такелажные работы, он создал оригинальную схему кабель-крана.
Впоследствии Васильев возглавил мостопоезд № 29 Сталинградской железной дороги, который работал на восстановлении мостов в пределах Юго-Западного фронта, а затем у Сталинграда. В сентябре 1942 года был награждён орденом Отечественной войны 1 степени за восстановление более десятка крупных мостов.
В декабре 1942 года, когда исход Сталинградской битвы был ясен, стало понятно, что освобождавшиеся войска Донского фронта придётся срочно перебрасывать либо в Донбасс, либо севернее. Государственный Комитет Обороны принял постановление о срочном восстановлении моста через Дон у хутора Ложки. На строительство № 500 вместе с другими подразделениями железнодорожников прибыл и мостопоезд-29 во главе с А. А. Васильевым.
Ложкинский или Чирский мост через реку Дон около города Калач на перегоне Ляпичев — Рычково, более чем в ста километрах от Сталинграда. Противники, отступая, уничтожили мост полностью: 11 пролётов, общей длиной 725 метров. Все пролёты этого внеклассного моста, кроме двух береговых, лежали разрушенными в реке. Подорваны были в своей верхней части почти все опоры. На возрождение стратегически важного моста было отведено 52 суток. Работами по возрождению Ложкинского моста постоянно интересовалась Ставка, контролировал лично нарком.
На восстановлении моста инженеры Васильев, Чежин и Цветков спроектировали консольный кран специально для восстановительных работ с учётом возможности изготовления его средствами мостопоезда. Кран был изготовлен за 20 дней силами мостопоезда. Его применение ускорило возрождение моста. К 19 февраля было закончено восстановление пролётов с 6 по 10. На пролётах 2 и 3 шла сборка пролётных
строений.
6 марта 1943 года во время испытания обкаточным паровозом восстановленного моста был очередной налёт вражеской авиации. Крупная бомба попала и разрушила девятую опору. В воду рухнули два 55-метровых пролёта. От бомбёжки погибло 102 человека, в том числе и талантливейший инженер А. А. Васильев и начальник производственного отдела стройки А. М. Черкесов.
Несмотря на большие разрушения и людские потери, мост через Дон был восстановлен в кратчайшие сроки Он стал первым крупным сооружением, восстановленным в Великую Отечественную войну.
Указом Президиума Верховного Совета СССР от 5 ноября 1943 года «за особые заслуги в обеспечении перевозок для фронта и народного хозяйства и выдающиеся достижения в восстановлении железнодорожного хозяйства в трудных условиях военного времени» Васильеву Александру Антоновичу присвоено звание Героя Социалистического Труда с вручением ордена Ленина и медали «Серп и Молот».
Похоронен на месте гибели, на берегу современного Цимлянского водохранилища, рядом с братской красноармейской могилой. На обелиске написано: «Здесь похоронены Герои Социалистического Труда А. А. Васильев и A.M. Черкесов».
Награждён орденами Ленина, Отечественной войны 1-й степени.